# Карлъково
Вижте пояснителната страница за други значения на Карлуково.
Карлъ̀ково, още Карлѝково или Карлу̀ково (гръцки: Μικρόπολη, Микрополи, катаревуса: Μικρόπολις, Микрополис, в превод малко градче, до 1927 година: Καρλίκοβα, Карликова), е село в дем Просечен, област Източна Македония и Тракия, Гърция.

## Разположение
Разположено е в подножието на планината Сминица (Меникио), на 330 метра надморска височина, в западната част на дема. Отстои на 29 km от град Драма и на 50 km от българската граница. В съседство се намират селата Калапот (Панорама) и Росилово (Харитомени).

## Етимология
Според Йордан Н. Иванов името вероятно произхожда от турското kırlık, „степ, пусто място“, тъй като Сминица е гола, пустинна планина, и турското -ova, равнина. Жителското име е карлъ̀ковя̀нин, карлъ̀ковя̀нка, карлъ̀ковя̀не.

## История

### В Османската империя
Йордан Н. Иванов цитира местна легенда, според която цялото население било избито от турците, което обяснява и името му. В края на османското владичество Карлъково е смесено българо-турско село в каза Зъхна, като двете общности живеят разделено в Българската и Турската махала, отделени от дълбок дол. Според Йордан Иванов, съдейки по силното тюркско субстратно влияние в говора християните карлъковци, старото население на селото е било гагаузко и се е обългарило, като към началото на XX век старите хора в Карлъково са двуезични, а младите говорят само български. Така Карлъково е изключение сред околните гагаузки села, които не са асимилирани.
Църквата „Свети Георги“ е построена на гробищата в 1841 година. Гръцка статистика от 1866 година показва Карликова като село с 1250 българи и 750 турци.
В „Етнография на вилаетите Адрианопол, Монастир и Салоника“, издадена в Константинопол в 1878 година и отразяваща статистиката на населението от 1873 Карлъкова (Karlëkova) е посочено като село с 231 домакинства с 340 жители българи, 280 мюсюлмани и 16 власи. Според гръцки данни в 1885 година в селото има 50 гърци, 750 турци и 1200 славофони патриаршиски и екзархисти. В 1889 година Стефан Веркович (Топографическо-этнографическій очеркъ Македоніи) отбелязва Карлъково като село със 104 български и 206 турски къщи.
В 1891 година Георги Стрезов пише:
| „ | Карлуково, на ЮЗ от Калапот 2 часа. Разположено в подножието на Шминица. Първо място от произведенията захваща тютюнът; грозде излиза тъй също. Гръцка църква и училище с 35 ученика. В Карлуково стои и чаушин, за да пази тишината и съобщенията. 400 къщи; 750 души турци с 1250 българе. | “ |

Според статистиката на Васил Кънчов („Македония. Етнография и статистика“) в 1900 година в Кърлуково живеят 1500 българи, 660 турци и 30 власи. Всички българи християни в селото са гъркомани под върховенството на Цариградската патриаршия. По данни на секретаря на Българската екзархия Димитър Мишев („La Macédoine et sa Population Chrétienne“) в 1905 година в Карлуково (Karloukovo) има 1440 българи патриаршисти и 60 власи.
През октомври 1902 година митрополит Хрисостом Драмски посещава селото и установява, че „Свети Георги“ вече е малка за нуждите на 185-те православни семейства, и че има нужда от изграждането на нова църква. На 5 октомври митрополит Хрисостом изпраща молба до Вселенската патриаршия да се действа пред властите за разрешение за нов храм. В молбата си Хрисостом изтъква, че мнозинството от населението са славяноговорещи, за които трябва да се положат усилия за задържането им в лоното на Патриаршията.
В средата на 1905 година голяма част от населението на Карлъково, предвождано от свещеник Иван Икономов, приема върховенството на Българската екзархия. Заради това през февруари 1906 година свещеникът е отведен от турските власти в Драма, където гръцкият митрополит Хрисостом Драмски му обръсва брадата и главата, чрез което действие цели оскверняването му.
След Младотурската революция в 1909 година жителите на Карлъково изпращат следната телеграма до Отоманския парламент:
| „ | Селото ни, което се състои от 150 къщи български и 45 къщи гъркомански, има едно училище и една черква. Гърците, ползувайки се от благоволението на чиновниците през деспотическия режим, нарушиха закона и си присвоиха черквата и училището. Тъй като днес е минал периодът на грабителството, молим да бъдат взети по този въпрос най-справедливи решения, каквито подобават на едно конституционно управление. Скрепено с 6 селски печата. | “ |

Според гръцки данни в 1910 година в селото има 900 гърци и 1000 мюсюлмани. Според приетия през 1910 година Закон за спорните черкви и училища в селище една църква, при спорещи религиозни общини тя остава на този, който я е построил, освен ако другата община не е повече от 2/3 и затова на 1 януари 1911 година църквата е затворена, докато не се установи дали екзархистите са 2/3.
При избухването на Балканската война в 1912 година четирима души от Карлъково са доброволци в Македоно-одринското опълчение.

### В Гърция
По време на войната селото е освободено от части на българската армия, но след Междусъюзническата война в 1913 селото попада в Гърция. По време на Първата световна война в него влиза българска войска. Според гръцката статистика, през 1913 година в Карлъково (Καρλίκοβο) живеят 1632 души. Към 1918 година в Карлъково има 150 български екзархистки семейства, 50 гъркомански и 200 турски. В същата година с изтеглянето на българските войски от региона част от българите се изселват в България. Нови изселване последва в 1925 година. Основните селища, в които се заселват бежанците са Неврокоп, Станимака, Пещера, Пловдив. Общо в България се изселват 150 семейства.
На мястото на изселилите се българи са заселени гърци бежанци от Ортакьой, България и Източна Тракия, Понт и Мала Азия, Турция.
В 1926 година Карлъково е прекръстено на Микрополис. Според преброяването от 1928 одина Карлъково е смесено местно-бежанско село с 267 бежански семейства с 1117 души.
В 1945 - 1946 година още българи са принудени да бягат в България. Селото пострадва и в Гражданската война (1946 - 1949). Днес потомци на жителите на Карлъково са разпръснати в Пловдив, Варна, Пещера, Гоце Делчев и Щип, Северна Македония.
Характерно за селото е делението на 2 махали – Горна махала и Долна махала (Πάν Μαχαλάς и Κάτ Μαχαλάς), всяка от тях с отделна църква, училище, площад и футболен отбор. Горната махала е с българско население, а долната до 20-те години с турско, а след изселването на турците малахата е гръцка. Разделението продължава доста дълго, като местните отказват да приобщят новодошлите, но с течение на времето и вследствие на браковете между местни жители и понтийските гърци, то се заличава.
Основен поминък на населението е животновъдство и отглеждане на тютюн и житни култури.
| Име             | Име             | Ново име          | Ново име           | Описание                                                  |
| --------------- | --------------- | ----------------- | ------------------ | --------------------------------------------------------- |
| Цабуки          | Τσαμπούκι       | Елатодасос        | Ἐλατόδασος         | местност СЗ от Карлъково                                  |
| Долно Орманджик | Κάτω Ορμαντζίκ  | Дасаки            | Δασάκι             | връх СЗ от Карлъково                                      |
| Чарнази Тарлар  | Τσαρναζὶ Ταρλάρ | Мегало Хорафи     | Μεγάλο Χωράφι      | връх С от Карлъково                                       |
| Котка           | Κότκα           | Корифи            | Κορυφή             | връх (607 m) С от Карлъково                               |
| Беш Таш         | Μπὲς Τάς        | Пендапетрон       | Πεντάπετρον        | връх (1819,7 m) З от Карлъково                            |
| Буюк куле       | Μπουγιούκ Κουλέ | Кастрон           | Κάστρον            | връх СЗ от Карлъково                                      |
| Боздаг          | Μπόζ Ντάγ       | Дисватон          | Δύσβατον           | връх З от Карлъково                                       |
| Кючук куле      | Κιουτσούκ Κουλὲ | Кастраки          | Καστράκι           | връх СЗ от Карлъково                                      |
| Богаз           | Ππογάζι         | Аникторема        | ᾿Ανοικτόρρεμα      | името на река Куру чай (Куслук) в горното ѝ течение       |
| Фундуклуки      | Φουντουκλούκι   | Лептокарна        | Λεπτοκαρυά         | местност СЗ от Карлъково                                  |
| Кислас          | Κισλὰς          | Химадио           | Χειμαδιὸ           | местност СИ от Карлъково                                  |
| Юрук Кири       | Γιουρούκ Κιρὼ   | Склавотопи        | Σκλαβοτόπι         | местност СИ от Карлъково                                  |
| Батак           | Μπατάκι         | Вуркотопи         | Βουρκοτόπι         | местност И от Карлъково                                   |
| Аргач           | ῎Αργατς         | Ксефанто          | Ξέφαντο            | връх (1455 m) З от Карлъково                              |
| Сушица          | Σούτσικα        | Рема Идрагогиу    | Ρέμα Υδραγωγείου   | река Ю от Кърлъково                                       |
| Куру чай        | Κουροῦ Τσάϊ     | Химарос           | Χείμαρρος          | река С от Кърлъково                                       |
| Виливища        | Βιλιβίστα       | Рема Архангелу    | Ρέμα ᾿Αρχαγγέλου   | река образувана от Сушица и Куру чай                      |
| Йени баир       | Γενῆ Μπάϊρ      | Катарактис        | Καταρράκτης        | името на горното течение на Узун Улук                     |
| Клисе баир      | Κλίσε Μπάϊρ     | Плагия            | Πλαγιά             | връх ЮЗ от Карлъково                                      |
| Дименица        | Ντιμένιτσα      | Воскотопос        | Βοσκότοπος         | връх Ю от Карлъково                                       |
| Чаирлък         | Τσαγιρλίκι      | Ливадотопос       | Λιβαδότοπος        | местност И от Карлъково                                   |
| Клисе Ери       | Κλισὲ Γερῆ      | Пиги              | Πηγή               | местност И от Карлъково при слива на Сушица и Куру чай    |
| Добро поле      | Ντόμπρο Πόλιε   | Клаиполис         | Καλλίπολις         | местност Ю от Карлъково и Ю от връх Добропол              |
| Узун Улук       | Οὐζοὺν Οὐλούκ   | Макрилакос        | Μακρύλακκος        | името на горното течение на река Драница                  |
| Мадем           | Μαντέμ          | Металион          | Μεταλλεῖον         | името на река Дравуща в горното ѝ течение                 |
| Добропол        | Ντομπροπόλ      | Корифи Калиполеос | Κορυφὴ Καλλιπόλεως | връх (1203 m) Ю от Карлъково                              |
| Уш бунар        | Οὔσα Μπουνὰρ    | Потистра          | Ποτίστρα           | местност Ю от Карлъково                                   |
| Пилаф тепе      | Πιλάφ Τεπέ      | Стронгиловуни     | Στρογγυλοβούνι     | връх (1189 m) Ю от Карлъково                              |
| Синделик        | Σίντελικ        | Тамнотопи         | Θαμνοτόπι          | връх (1951,9 m) З от Карлъково                            |
| Горно Орманджик | Ανω Ορμαντζίκ   | Ано Дасилиу       | ῎Ανω Δασύλιον      | местност З от Карлъково                                   |
| Долно Орманджик | Κάτω Ὀρμαντζίκ  | Като Дасилион     | Κάτω Δασύλιον      | местност СЗ от Карлъково в подножието на едноименния връх |

| Година    | 1913 | 1920 | 1928 | 1940 | 1951 | 1961 | 1971 | 1981 | 1991 | 2001 | 2011 | 2021 |
| --------- | ---- | ---- | ---- | ---- | ---- | ---- | ---- | ---- | ---- | ---- | ---- | ---- |
| Население | 1632 | 1662 | 2176 | 3169 | 2116 | 2228 | 1423 | 1139 | 1112 | 1102 | 845  | 618  |

## Личности
Родени в Карлъково
- А. Агатопулос (Α. Αγαθόπουλος), гръцки революционер, деец на Гръцката въоръжена пропаганда в Македония[7]
- Ангел Петков (1885 или 1890 – ?), македоно-одрински опълченец, четата на Стефан Чавдаров, 2 рота на 14 воденска дружина[25]
- Атанас Ангелов, македоно-одрински опълченец, 1 рота на 1 дебърска дружина, ранен в Междусъюзническата война на 11 юли 1913 година[26]
- Атанас Войводов, български общественик, имигрант в Асеновград
- Атанас Даскалов (Αθανάσιος Δασκάλου), гръцки революционер, деец на Гръцката въоръжена пропаганда в Македония[7]
- Атанас Малушев (Αθανάσιος Μαλούσης), гръцки революционер, деец на Гръцката въоръжена пропаганда в Македония[7]
- Ванел Галаганов (1890 – ?), македоно-одрински опълченец, 22-годишен, касапин, неграмотен, 2 рота на 14 воденска дружина[27]
- Васил Стоянов (Βασίλης Στοίδης), гръцки революционер, деец на Гръцката въоръжена пропаганда в Македония[7]
- Георги Буюклиев (Γεώργιος Βουγιουκλής), гръцки революционер, деец на Гръцката въоръжена пропаганда в Македония[7]
- Георги Попангелов (Γεώργιος Παπαγγελής), гръцки революционер, деец на Гръцката въоръжена пропаганда в Македония[7]
- Димитър Илиев (Δημήτριος Ηλιάδης), гръцки революционер, деец на Гръцката въоръжена пропаганда в Македония[7]
- Димитър Попхристодулов (Δημήτριος Παπαχριστοδούλου), гръцки революционер, деец на Гръцката въоръжена пропаганда в Македония[7]
- Димитър Николов Узунов (Δημήτριος Νικολαίδης Ουζούνης, 1877 – ?), гръцки свещеник и революционер
- Димитър Цимелов (Δημήτριος Τσιμελής), гръцки революционер, деец на Гръцката въоръжена пропаганда в Македония[7]
- И. Лалов (Ι. Λάλος), гръцки революционер, деец на Гръцката въоръжена пропаганда в Македония[7]
- Илия Маринов (1887 – ?), македоно-одрински опълченец, 2 рота на 10 прилепска дружина, носител на кръст „За храброст“ IV степен[27]
- Иван Аврамов (Ιωάννης Αβραάμ), гръцки революционер, деец на Гръцката въоръжена пропаганда в Македония[7]
- Иван Баньов (Ιωάννης Μπάνιου), гръцки революционер, деец на Гръцката въоръжена пропаганда в Македония[7]
- Иван Вангелов (Ιωάννης Ευαγγελόπουλος), гръцки андартски капитан[28]
- Иван Даскалов (Ιωάννης Δασκαλόπουλος), гръцки революционер, деец на Гръцката въоръжена пропаганда в Македония[7]
- Иван Даскалов (Ιωάννης Δασκάλου), гръцки революционер, деец на Гръцката въоръжена пропаганда в Македония[7]
- Иван Капитанов, български революционер, деец на ВМОРО, загинал при Гюреджик[29]
- Иван Силов (Ιωάννης Σιλλός, Σόλλας), гръцки андартски деец, четник[28]
- Иван Узунов (Ιωάννης Ουζούνης), гръцки революционер, деец на Гръцката въоръжена пропаганда в Македония[7]
- Коста Узунов (Κώστας Ουζούνης), гръцки революционер, деец на Гръцката въоръжена пропаганда в Македония[7]
- Костадин Аврамов (Κωνσταντίνος Αβραάμ), гръцки революционер, деец на Гръцката въоръжена пропаганда в Македония[7]
- Костадин Аргиров (Κωνσταντίνος Αργυρίου), гръцки революционер, деец на Гръцката въоръжена пропаганда в Македония[7]
- Костадин Делиолан, български хайдутин
- Костадин Икономов, български свещеник, установил се след Междусъюзническата война в Ляски, поел на 4 септември 1917 година отново енорията си в Карлъково по време на българското управление в годините на Първата световна война[30]
- Костадин Карлъковалията (Κωνσταντίνος Καρλικόβαλης, Константинос Карликовалис), гръцки андартски деец, агент от трети ред[7][28]
- Мамалянгас (Μαμαλιάνγκας), гръцки революционер, деец на Гръцката въоръжена пропаганда в Македония[7]
- Михал Даскалов (Μιχάλης Δασκάλου), гръцки революционер, деец на Гръцката въоръжена пропаганда в Македония[7]
- Никола Божиев – български просветен деец, учител в Карликьой в края на ХІХ век[31]
- Христо Терзиев (Χρήστος Τερζής), гръцки революционер, деец на Гръцката въоръжена пропаганда в Македония[7]
- Христос Тенциос (Христо Тенчов, Χρήστος Τέντσιος), гръцки революционер, деец на Гръцката въоръжена пропаганда в Македония, и политик[7]